# Thomas Mitchell
Thomas John Mitchell (Elizabeth, 11 luglio 1892 – Los Angeles, 17 dicembre 1962) è stato un attore statunitense.

## Biografia
Cominciò la carriera di attore nel 1913 con una compagnia teatrale shakespeariana. Il suo debutto al cinema avvenne nel 1923 con Six Cylinder Love. Fu candidato all'Oscar per Uragano (1937) di John Ford, diventando uno dei caratteristi più richiesti di Hollywood.
Vinse il premio Oscar al miglior attore non protagonista nel 1940 per l'interpretazione di Josiah Boone, il medico alcolizzato nel film Ombre rosse (1939). Fu inoltre il padre di Rossella, Geraldo O'Hara, nel film Via col vento (1939), poi il signor Thomas F. Sullivan in La famiglia Sullivan (1944), e infine interpretò il personaggio dello zio Billy nel film La vita è meravigliosa di Frank Capra (1946).
Negli anni '50 e 60 lavorò per la televisione.
Mitchell morì nel 1962 a Beverly Hills, all'età di 70 anni, per un cancro alle ossa.

## Filmografia

### Cinema

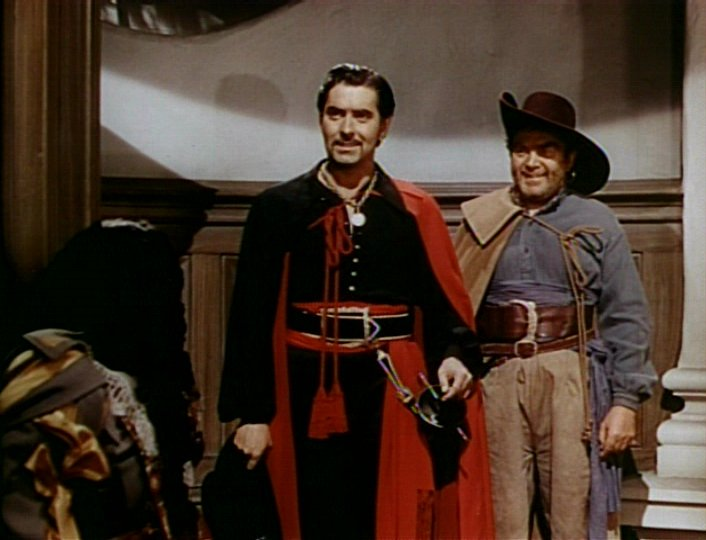
Thomas Mitchell con Tyrone Power ne Il cigno nero (1942)

- Six Cylinder Love, regia di Elmer Clifton (1923)
- L'adorabile nemica (Theodora Goes Wild), regia di Richard Boleslawski (1936)
- La moglie di Craig (Craig's Wife), regia di Dorothy Arzner (1936)
- Adventure in Manhattan, regia di Edward Ludwig (1936)
- Man of the People, regia di Edwin L. Marin (1937)
- Uragano (The Hurricane), regia di John Ford (1937)
- Amanti di domani (When You're in Love), regia di Robert Riskin (1937)
- Orizzonte perduto (Lost Horizon), regia di Frank Capra (1937)
- I Promise to Pay, regia di David Ross Lederman (1937)
- Cupo tramonto (Make Way for Tomorrow), regia di Leo McCarey (1937)
- Love, Honor and Behave, regia di Stanley Logan (1938)
- Crociera d'amore (Trade Winds), regia di Tay Garnett (1938)
- Ombre rosse (Stagecoach), regia di John Ford (1939)
- Avventurieri dell'aria (Only Angels Have Wings), regia di Howard Hawks (1939)
- Mr. Smith va a Washington (Mr. Smith Goes to Washington), regia di Frank Capra (1939)
- Via col vento (Gone with the Wind), regia di Victor Fleming (1939)
- Notre Dame (The Hunchback of Notre Dame), regia di William Dieterle (1939)
- Come Robinson Crusoè (Swiss Family Robinson), regia di Edward Ludwig (1940)
- Three Cheers for the Irish, regia di Lloyd Bacon (1940)
- La nostra città (Our Town), regia di Sam Wood (1940)
- Lungo viaggio di ritorno (The Long Voyage Home), regia di John Ford (1940)
- Angeli del peccato (Angels Over Broadway), regia di Ben Hecht e Lee Garmes (1940)
- Flight from Destiny, regia di Vincent Sherman (1941)
- Fuori dalla nebbia (Out of the Fog), regia di Anatole Litvak (1941)
- L'oro del demonio (All That Money Can Buy), regia di William Dieterle (1941) (non accreditato)
- L'ora del destino (Joan of Paris), regia di Robert Stevenson (1942)
- Ondata d'amore (Moontide), regia di Archie Mayo (1942)
- Maia la sirena delle Hawaii (Song of the Islands), regia di Walter Lang (1942)
- Il cigno nero (The Black Swan), regia di Henry King (1942)
- Destino (Tales of Manhattan), regia di Julien Duvivier (1942)
- Sono un disertore (This Above All), regia di Anatole Litvak (1942)
- Il sergente immortale (Immortal Sergeant), regia di John M. Stahl (1943)
- Il mio corpo ti scalderà (The Outlaw), regia di Howard Hughes (1943)
- Il carnevale della vita (Flesh and Fantasy), regia di Julien Duvivier (1943)
- Bataan, regia di Tay Garnett (1943)
- La famiglia Sullivan (The Sullivans), regia di Lloyd Bacon (1944)
- Wilson, regia di Henry King (1944)
- Buffalo Bill, regia di William A. Wellman (1944)
- Le chiavi del paradiso (The Keys of the Kingdom), regia di John M. Stahl (1944)
- Acque scure (Dark Waters), regia di André De Toth (1944)
- Capitano Eddie (Captain Eddie), regia di Lloyd Bacon (1945)
- Gli ammutinati di Sing Sing (Within These Walls), regia di H. Bruce Humberstone (1945)
- Avventura (Adventure), regia di Victor Fleming (1945)
- Three Wise Fools, regia di Edward Buzzell (1946)
- Lo specchio scuro (The Dark Mirror), regia di Robert Siodmak (1946)
- La vita è meravigliosa (It's a Wonderful Life), regia di Frank Capra (1946)
- L'isola sulla montagna (High Barbaree), regia di Jack Conway (1947)
- La cavalcata del terrore (The Romance of Rosy Ridge), regia di Roy Rowland (1947)
- Sul fiume d'argento (Silver River), regia di Raoul Walsh (1948)
- La sconfitta di Satana (Alias Nick Beal), regia di John Farrow (1949)
- La pista di fuoco (The Big Wheel), regia di Edward Ludwig (1949)
- Journey into Light, regia di Stuart Heisler (1951)
- Mezzogiorno di fuoco (High Noon), regia di Fred Zinnemann (1952)
- Il segreto degli Incas (Secret of the Incas), regia di Jerry Hopper (1954)
- La storia di Tom Destry (Destry), regia di George Marshall (1954)
- Quando la città dorme (While the City Sleeps), regia di Fritz Lang (1956)
- Handle with Care, regia di David Friedkin (1958)
- Too Young to Love, regia di Muriel Box (1960)
- Angeli con la pistola (Pocketful of Miracles), regia di Frank Capra (1961)
- Ossessione amorosa (By Love Possessed), regia di John Sturges (1961)

### Televisione
- Lights Out – serie TV, episodio 4x26 (1952)
- The Doctor – serie TV, episodio 1x20 (1953)
- General Electric Theater – serie TV, episodi 3x02-4x16 (1954-1956)
- Climax! – serie TV, episodio 2x01 (1955)
- The Alcoa Hour – serie TV, episodio 1x05 (1955)
- Damon Runyon Theater – serie TV, episodio 1x09 (1955)
- The 20th Century-Fox Hour – serie TV, episodio 1x06 (1955)
- The Star and the Story – serie TV, episodi 1x15-2x02-2x10 (1955-1956)
- Telephone Time – serie TV, episodi 1x16-3x04 (1956-1957)
- Celebrity Playhouse – serie TV, episodio 1x21 (1956)
- Le grandi fiabe (Shirley Temple's Storybook) – serie TV, episodio 1x03 (1958)
- Goodyear Theatre – serie TV, episodio 3x07 (1959)
- Avventure in paradiso (Adventures in Paradise) – serie TV, episodio 2x27 (1961)
- Carovana (Stagecoach West) – serie TV, episodio 1x17 (1961)

## Doppiatori italiani
- Mario Besesti in Via col vento, Fuori dalla nebbia, Il cigno nero, Sono un disertore, Il carnevale della vita, La famiglia Sullivan, Acque scure, Capitano Eddie, Gli ammutinati di Sing Sing, Lo specchio scuro, La vita è meravigliosa, L'isola sulla montagna, La cavalcata del terrore, Sul fiume d'argento, La sconfitta di Satana, La pista di fuoco, Mezzogiorno di fuoco, Il segreto degli Incas, La storia di Tom Destry, Quando la città dorme
- Gaetano Verna in Cupo tramonto, Bataan, Buffalo Bill, Le chiavi del paradiso
- Carlo Romano in Orizzonte perduto, Mr. Smith va a Washington, Angeli del peccato
- Giorgio Capecchi in Angeli con la pistola, Ossessione amorosa
- Corrado Racca in Notre Dame
- Arnoldo Foà in Lungo viaggio di ritorno
- Olinto Cristina in Ombre rosse (riedizione)
- Mario Pisu in Buffalo Bill (1º ridoppiaggio)
- Corrado Gaipa in Via col vento (ridoppiaggio)
- Sandro Tuminelli in Il cigno nero (ridoppiaggio)
- Giuseppe Rinaldi in La famiglia Sullivan (ridoppiaggio)
- Elio Pandolfi in Buffalo Bill (2º ridoppiaggio)
- Antonio Guidi in Uragano (ridoppiaggio)
- Angelo Nicotra in Orizzonte perduto (ridoppiaggio)
- Luciano De Ambrosis in Mr. Smith va a Washington (ridoppiaggio)

## Riconoscimenti
- Premio Oscar
  - 1938 – Candidatura per il miglior attore non protagonista per Uragano
  - 1940 – Miglior attore non protagonista per Ombre rosse
- National Board of Review of Motion Pictures Awards
  - 1939 – Miglior recitazione per Ombre rosse
  - 1940 – Miglior recitazione per Lungo viaggio di ritorno
  - 1942 – Miglior recitazione per Ondata d'amore
- New York Film Critics Circle Awards
  - 1940 – Candidatura per il miglior attore protagonista per Lungo viaggio di ritorno
- Primetime Emmy Awards
  - 1952 – Candidatura per il miglior attore
  - 1953 – Miglior attore
  - 1955 – Candidatura per il miglior attore protagonista in un singolo episodio di uno show o di una serie televisiva per The Ford Television Theatre, episodio The Good of His Soul